# Tom Thabane
Thomas Motsoahae « Tom » Thabane, né le 28 mai 1939 à Maseru, est un homme d'État lésothien, membre de la Convention de tous les Basotho (ABC). Il est Premier ministre et ministre de la Défense de 2012 à 2015. Le 16 juin 2017, il redevient Premier ministre du Lesotho. Le 21 avril 2020, il démissionne en raison d'allégations d'implication dans le meurtre de son ex-femme. 

## Biographie

### Carrière politique
Durant plusieurs années, Thabane est membre du Congrès du Lesotho pour la démocratie (LCD) et du gouvernement du Premier ministre Pakalitha Mosisili de 1998 à 2006. En 2006, il quitte le LCD et crée la Convention de tous les Basotho (All Basotho Convention, ABC). Après avoir été dans l'opposition durant plus de cinq années, il construit une coalition de douze partis en vue des élections législatives de mai 2012 qu'il remporte et devient ainsi Premier ministre.
L'ABC doit céder la place après avoir perdu les élections législatives de février 2015 face à une coalition de sept partis menée par son rival et prédécesseur, Pakalitha Mosisili, en dépit du fait que l'ABC a remporté le plus grand nombre de circonscriptions électorales. Deux mois plus tard, sentant leur vie menacée, Thabane et deux autres dirigeants de l'opposition se réfugient en Afrique du Sud.
Ils reviennent au Lesotho le 12 février 2017 en vue de participer au vote d'une motion de censure au parlement le 1er mars à l'encontre du gouvernement de Mosisili.
Des élections législatives anticipées sont organisées le 3 juin suivant après la dissolution du Parlement. Après avoir remporté les élections, Tom Thabane redevient Premier ministre.
Accusé d'avoir commandité le meurtre de son ex épouse Lipolelo Thabane deux jours avant sa prise de fonction en 2017, le Premier ministre est cependant conduit à la démission courant mai 2020. Initialement prévue pour le 22 mai 2020, le parlement accepte la démission le 19 mai 2020. Remplacé le lendemain par le ministre des Finances Moeketsi Majoro, qui prend également la tête de l'ABC, Thabane est par la suite officiellement inculpé pour meurtre fin novembre 2021,,

### Vie privée
Son épouse, Lipolelo Thabane, avec laquelle il est en instance de divorce depuis plusieurs années, est assassinée le 14 juin 2017 alors qu'elle circulait en voiture,. En janvier 2020, sa nouvelle femme Maiesaiah est convoquée par la police dans cette affaire, mais ne s'y présente pas ; il annonce alors sa démission prochaine, invoquant son âge et non les investigations à leur encontre.
En février 2020, Maesaiah Thabane est inculpée du meurtre de Lipolelo Thabane et pour une tentative de meurtre sur la personne de Thato Sibolla, une amie qui accompagnait l’ancienne première dame lorsqu’elle a été abattue. Huit autres personnes ont été mises en accusation.
Dans cette affaire, le Premier ministre lui-même est interrogé par la police, mais, dans un premier temps, n’est pas inculpé. Maesaiah Thabane bénéficie d'une libération en échange d'une caution de 67 dollars (61 €) à laquelle la police s’oppose sans succès.
L'inculpation de Thomas Thabane a lieu le 21 février 2020, mais il se rend en Afrique du Sud pour « raisons médicales ».